# Tres días
Tres días o 3 días és una pel·lícula espanyola dirigida per Francisco Javier Gutiérrez i estrenada el 2008. Malgrat presentar-se en el Festival de Cinema Espanyol de Màlaga com gairebé una pel·lícula desconeguda, es va convertir en la gran triomfadora del festival després de guanyar la Bisnaga d'Or a la Millor Pel·lícula

## Argument
El Secretari General de l'ONU anuncia que un gegantesc meteorit s'estavellarà contra La Terra. La desesperació i el caos recorren el planeta. Els habitants del poble perdut de Laguna escolten terroritzats la notícia. Davant la histèria col·lectiva, Ale (Víctor Clavijo), un jove frustrat que viu amb la seva mare Rosa (Mariana Cordero) i fa nyaps a domicili, decideix passar els seus últims dies tancat, emborratxant-se i sentint la seva música favorita. Però els seus plans canviaran de cop quan es vegi obligat a ajudar la seva mare a protegir als quatre fills del seu germà Tomás davant l'arribada de Lucio (Eduard Fernández), un desconegut ambigu i desconcertant personatge carregat de misterioses intencions.

## Intèrprets
- Daniel Casadellà com Emilio.
- Víctor Clavijo com Alejandro.
- Mariana Cordero com Rosa.
- Ana de las Cuevas com Raquel.
- Elvira de Armiñán com Clara.
- Antonio Dechent com Urbano.
- Eduard Fernández com Lucio.
- Juan Galván com Nico.
- Sebastián Haro com Atienza.

## Premis
XXIII edició dels Premis Goya
| Categoria | Persona                                                       | Resultat   |
| --------- | ------------------------------------------------------------- | ---------- |
| Millor so | Jorge Mira Jorge Marín Maite Rivera Carbonell Daniel de Zayas | Guanyadors |

Medalles del Cercle d'Escriptors Cinematogràfics de 2008
| Categoria         | Persona                    | Resultat  |
| ----------------- | -------------------------- | --------- |
| Millor muntatge   | Nacho Ruiz Capillas        | Guanyador |
| Premi revelació   | Francisco Javier Gutiérrez | Nominats  |
| Millor fotografia | Miguel Ángel Mora          | Nominat   |

Festival de Màlaga
| Categoria        | Persona                                     | Resultat   |
| ---------------- | ------------------------------------------- | ---------- |
| Bisnaga d'Or     | Francisco Javier Gutiérrez                  | Guanyador  |
| Millor guió      | Francisco Javier Gutiérrez                  | Guanyadora |
| Bisnaga de Plata | Mariana Cordero Anabel Beato i Yolanda Piña | Guanyadors |